# باشگاه فوتبال سابادل
باشگاه فوتبال سابادل (کاتالونیایی: CE Sabadell FC) یک باشگاه ورزشی اسپانیایی است که در سابادل، (شهری در استان بارسلون و در منطقه خودمختار کاتالونیا) قرار دارد. این باشگاه فوتبال که در سال ۱۹۰۳ بنا نهاده شد، در حال حاضر در سگوندا دیویژن بی بازی می‌کند و بازی‌های خانگی خود را در ورزشگاه نوا کرئو آلتا انجام می‌دهد.
در سال ۱۹۳۵ این باشگاه توانست به فینال کوپا دل ری برسد اما در همان بازی فینال با نتیجه ۳_۰ از سویا شکست خورد.

## افتخارات
- کوپا دل ری

نائب قهرمانی (۱): ۱۹۳۵
یک‌چهارم نهایی (۴): ۱۹۶۵، ۱۹۷۰ , ۱۹۸۶ ،۱۹۸۸
- Campeonato de España: ۱۹۱۳
- مسابقات فوتبال کاتالونیا: ۱۹۳۳–۳۴
- کوپا کاتالونیا: ۲۰۱۵–۱۶
- Copa Federación de España: ۱۹۹۹–۲۰۰۰
- لیگ دوم کاتالونیا: ۱۹۱۲–۱۴، ۱۹۱۴–۱۴، ۱۹۲۹–۳۰
- سگوندا دویژن: ۱۹۴۲–۴۳، ۱۹۴۵–۴۶
- سگوندا دیویژن بی: ۱۹۸۳–۸۴، ۲۰۱۰–۱۱
- Tercera División: ۱۹۳۱–۳۲، ۱۹۶۳–۶۴، ۱۹۷۶–۷۷، ۱۹۹۳–۹۴
- لا لیگا در وضعیت تاریخی:[۱] ۳۰ام